# Yunomae
Yunomae (湯前町, Yunomae-machi) est un bourg du district de Kuma, dans la préfecture de Kumamoto, au Japon.

## Géographie

### Situation
Yunomae est situé dans le sud-est de la préfecture de Kumamoto, à environ 24 km au nord-est de la ville de Hitoyoshi.

### Municipalités limitrophes
| Mizukami | Mizukami | Mizukami  |
| Taragi   | Yunomae  | Nishimera |
| Taragi   | Taragi   | Taragi    |

### Démographie
Au 1er mai 2015, la population de Yunomae s'élevait à 3 999 habitants répartis sur une superficie de 48,37 km2. En mars 2025, elle état de 3 401 habitants.

## Histoire
La région de Yunomae faisait partie de l'ancienne province de Higo, puis du domaine de Hitoyoshi pendant la période d'Edo. Après la restauration de Meiji, le village de Yunomae est fondé le 1er avril 1889. Yunomae est élevé au rang de bourg le 1er avril 1937.

## Culture locale et patrimoine
- Yunomae Manga Museum

## Transports
Le bourg est desservi par la ligne Yunomae de la Kumagawa Railroad.